# Miraphaedusa
Miraphaedusa is een geslacht van weekdieren uit de  familie van de Clausiliidae.

## Soort
De volgende soort is bij het geslacht ingedeeld:
- Miraphaedusa gregoi Hunyadi & Szekeres, 2016